# Pseudotolithus epipercus
Pseudotolithus epipercus és una espècie de peix de la família dels esciènids i de l'ordre dels perciformes.

## Morfologia
- Els mascles poden assolir 60 cm de longitud total.[4][5]

## Hàbitat
És un peix de clima tropical (12°N-17°S) i demersal que viu entre 0-160 m de fondària.

## Distribució geogràfica
Es troba a l'Atlàntic oriental: des de Guinea Bissau fins al sud d'Angola.

## Observacions
És inofensiu per als humans.